# Гарбузовая Балка
Гарбу́зовая Ба́лка — хутор в Брюховецком районе Краснодарского края России. Входит в состав Брюховецкого сельского поселения. Население 855 человек, из них 252 человек — пенсионеры.

## Название
Первая часть названия происходит от укр. гарбуз — «тыква».

## География

### Улицы
- пер. Встречный,
- ул. Герасименко,
- ул. Колхозная,
- ул. Полевая,
- ул. Речная,
- ул. Центральная.

## Население
| 2002 | 2010 |
| ---- | ---- |
| 855  | ↘785 |

## История
Основан в 1794 году. В 1885 году указан как рассыпной хутор Гарбузовский на левом берегу Гарбузовой балки, в котором живет 117 человек. По данным Всесоюзной переписи 1926 года хутор находится в составе Гарбузово-Балковского сельсовета Брюховецкого района Кубанского округа, имеет 165 хозяйств, в хуторе живет 753 человека. Гарбузово-Балковский сельсовет передан в состав Роговского района на основании указа от 12.07.1951 года. После упразднения Роговского района 22.08.1953 года сельсовет передан Брюховецкому району. 
Освобожден от немецко-фашистских захватчиков 8 февраля 1943 года силами 371 стрелковой дивизии 58 Армии Северо-Кавказского фронта в ходе Битвы за Кавказ. 
Дивизия после переправы через лиман Бейсугский с 18.30 7 февраля 1943 перешла в наступление на Гарбузова Балка. 761 сп преодолев сильное огневое сопротивление противника к 6 утра овладел северо-восточной и центральной частью Гарбузова балка, в юго-западной части Гарбузова Балка бои шли до 11.00. Уничтожив и частью отбросив живую силу противника дивизия к 11.00 8 февраля 1943 овладела Гарбузова Балка.

## Известные люди
В хуторе родился Герасименко, Михаил Корнеевич — Герой Советского Союза.